# Première Bucolique
La Première Bucolique est fameuse parce qu'elle ouvre le recueil des Bucoliques du poète latin Virgile et, que, par ses connotations biographiques, elle a alimenté les biographies de son auteur.
Elle s'inscrit dans un genre, nouveau en littérature latine, mais bien représenté dans la poésie grecque, celui de l'églogue. Le nom des personnages et la situation mise en scène rappellent explicitement la poésie bucolique de Théocrite. Mais, par son sujet, elle se réfère à l'histoire contemporaine — la confiscation de terres en Gaule cisalpine au profit des vétérans de la bataille de Philippes — et donne le ton à tout le recueil, proposant une méditation sur la place de l'homme dans l'histoire et dans l'univers.
Elle présente l'ultime dialogue entre deux voisins mantouans aux destins diamétralement opposés : le chevrier Mélibée, exproprié et condamné à l'exil et le vieux bouvier Tityre, autorisé, grâce à un passe-droit, à rester sur le domaine. Trois thèmes s'entrecroisent : le drame de l'expropriation, l'histoire personnelle de Tityre et l'amour du pays natal. Devenue emblématique, elle est considérée comme la quintessence de la poésie bucolique virgilienne.

## Présentation
La Première Bucolique fait partie, avec les Bucoliques IV, V et IX, des églogues politiques, celles qui sont inscrites dans l'actualité contemporaine.
Composée probablement en 40 av. J.-C. comme les Bucoliques VI et IX , ce n'est pas la première Bucolique écrite ; les Bucoliques II, III et V, exclusivement pastorales, sont vraisemblablement antérieures. Mais, par son ton et son sujet, qui se réfère à l'histoire contemporaine — la confiscation de terres en Gaule cisalpine au profit des vétérans de la bataille de Philippes —, elle donne le ton à tout le recueil, proposant une méditation sur la place de l'homme dans l'histoire et dans l'univers et une réflexion sur le langage poétique chargé de l'exprimer.
Le poème consiste en une conversation entre deux bergers que tout oppose, l'âge, le caractère, la situation.
La dualité liée aux destins antithétiques des deux personnages — vie paisible maintenue pour l'un et exil douloureux de l'autre — s'exprime en particulier dans la distinction de leur langage et le traitement de l'espace et du temps, avec les oppositions ici/là-bas ; autrefois/maintenant/plus tard.
Paul Maury, qui voit dans les Bucoliques une architecture secrète d’origine pythagoricienne, a souligné le lien manifeste qui l'unit à la Neuvième Bucolique, son pendant dans la construction générale du recueil, elle aussi un chant d'exil, mais au ton plus sombre et pessimiste : elles forment un couple indissociable autour de l’épisode de la spoliation dont Virgile aurait été ou failli être la victime, thème commun qui incite à une lecture en regard des deux poèmes. Leur datation relative divise les commentateurs.

## Personnages

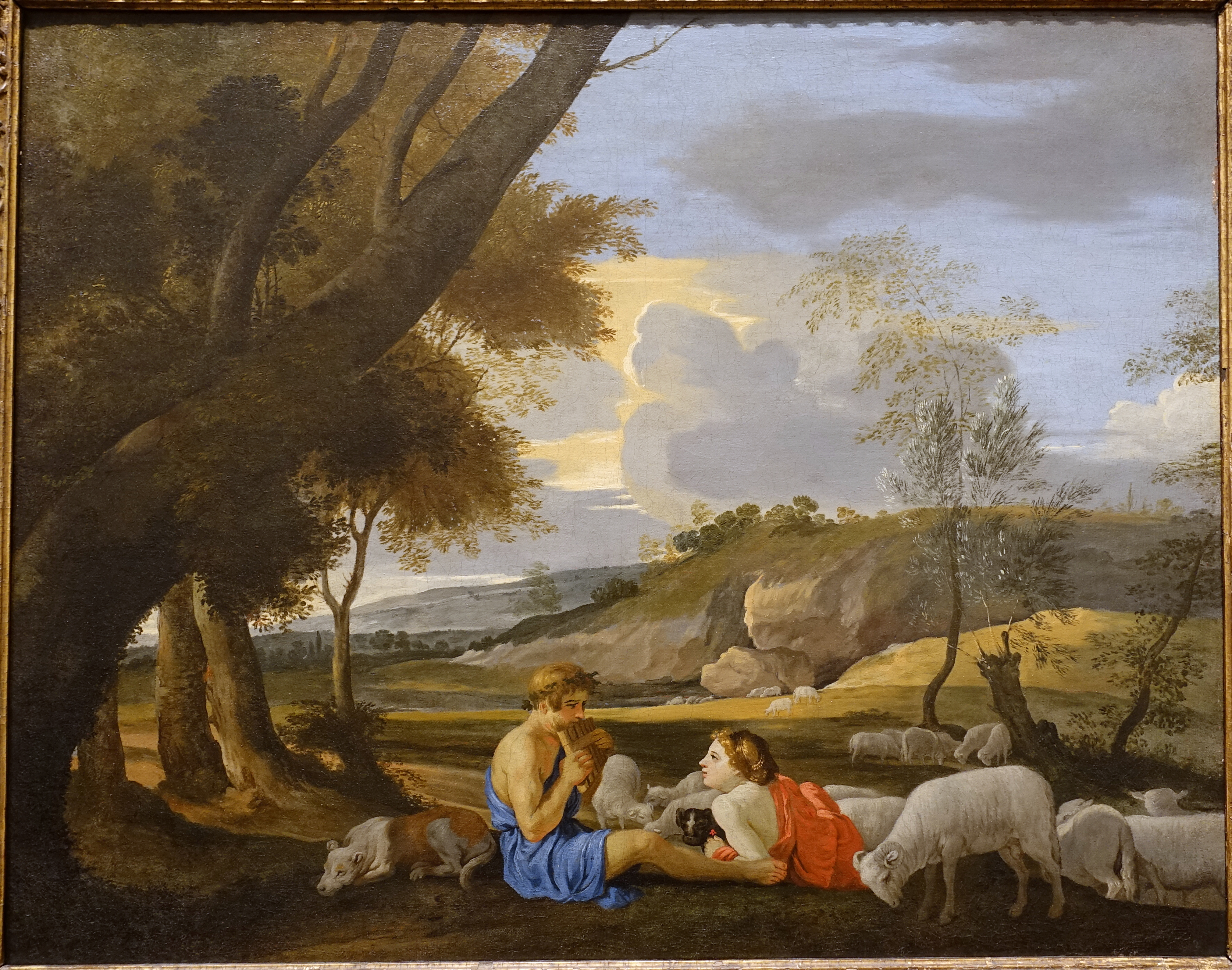
Représentation traditionnelle du berger-musicien d'Arcadie, école de Nicolas Poussin, vers 1627-1628, Musée d'Art Blanton, Austin.

### Tityre
« Tityre » est un sobriquet grec qui s'applique en général à un ancien esclave. Théocrite l'utilise dans l'Idylle III. Virgile le reprend dans les Bucoliques III, V et IX. Il est cité dans les Bucoliques IV (v. 4) et VIII (v. 55). Il concerne toujours un personnage subalterne ou un berger, comme ici, et deviendra, à la suite du succès des Bucoliques, le symbole de la poésie pastorale latine.
Sa persona est définie dès le début par trois caractéristiques : le paysage « arcadien » qui l'entoure, sa posture, son activité, sous le double patronage littéraire de Théocrite (paysage pastoral, profession de berger-poète) et de Lucrèce (vision épicurienne de l'individu qui se tient volontairement à l'écart des conflits politiques) : il est allongé (recubans, v. 2) à l'ombre d'un arbre, dans un lieu protégé. Cet arbre, un pin chez Théocrite, devient, chez Virgile, un hêtre (fagus), une essence caractéristique des forêts de l'Italie du nord. Il apparaît régulièrement dans les Bucoliques et est toujours associé à l'ombre et à une agréable fraicheur.
Esclave affranchi tardivement, « quand [sa] barbe tombait déjà blanche sous le rasoir » (v. 27-28), Tityre est un vieil homme — Mélibée l'appelle felix senex (heureux vieillard) aux vers 46 et 51 —. Oisif, il joue de la musique sur son pipeau et rêve d'amour : « c'est un Orphée au petit pied, qui s'enchante des branches qui bercent ses refrains amoureux ». Il a fasciné tous les traducteurs, de Clément Marot (1512) à Paul Valéry (1956) en passant par Jacques Delille (1806).
Au Ve siècle Tityre est même christianisé… puisqu'il a été sauvé par quelqu'un qu'il nomme « dieu ». Ainsi, De mortibus boum, poème d'un certain Severus Sanctus Endelechius, parent d'Ausone et ami de Paulin de Nole, composé vers 394-395 à l'occasion d'une épizootie bovine, fait dialoguer Aegon, Buculus et Tityre : les bêtes de ce dernier ont été épargnées parce qu'il les a marquées du « signe qu'on dit être de la croix de Dieu ».

### Mélibée

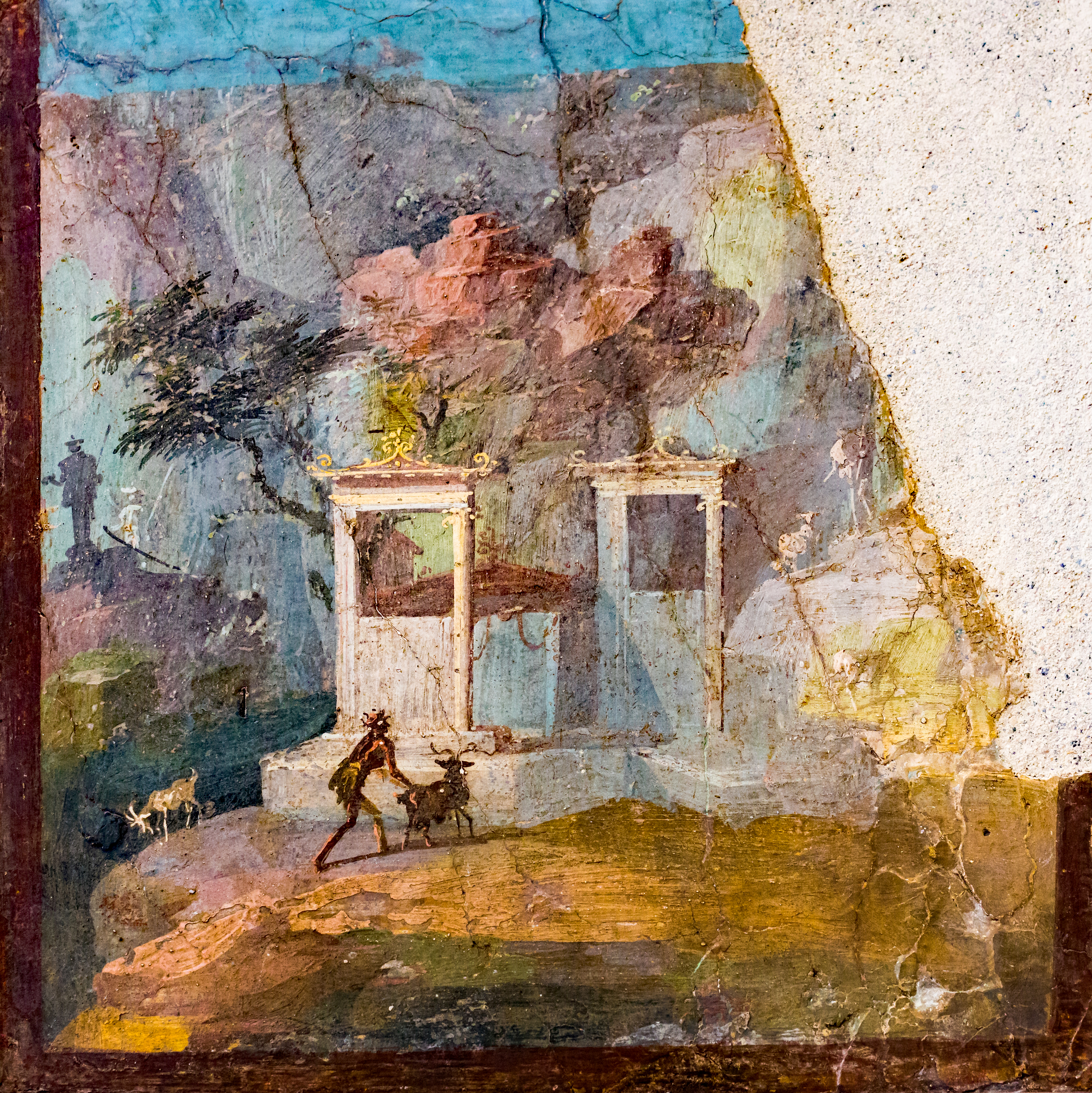
Fresque de la villa de Cicéron à Pompéi, titrée le bélier perdu.

Son nom n'est pas emprunté à Théocrite. En grec, il signifie le « doux ». Bien qu'il parle en son nom propre, il dit  « nous » (v. 3 et 4, puis v. 64) : il représente une large communauté expulsée par des soldats « barbares » et « impies » (v. 70-71), et contrainte à un douloureux exode, très loin de la mère patrie (v. 64-67), avec un bien mince espoir de revoir un jour son lopin de terre (v. 67-69).
Ce chevrier spolié est un voisin jeune mais malade, qui mène son troupeau de chèvres sur le chemin de l'exil (v. 12-13). Malgré l'amertume et l'injustice de sa situation, il n'est pas jaloux de la chance de Tityre, seulement étonné de sa sérénité (v. 11) et curieux d'en connaître la raison. S'il interrompt un moment sa marche pour déplorer le contraste de leurs destins, il lui serait trop douloureux de s'arrêter plus longtemps, et il poursuit son chemin.

## Plan
Entre le prélude de Mélibée et l'épilogue de Tityre (5 vers chacun), le temps de la rencontre entre les deux bergers sert de cadre à un échange, car on ne peut pas le considérer comme un véritable dialogue, qui progresse selon deux mouvements de longueur presque équivalente, le premier (39 vers) consacré à l'histoire de Tityre et le second (32 vers) où Mélibée, en évoquant avec des accents lyriques le paysage familier qu'il est obligé de quitter, laisse libre cours au rêve et à la mélancolie.
Prélude (v. 1-5)
Histoire de Tityre, huit strophes (v. 6-45)
Sort de Mélibée, trois strophes (v. 46-78)
Épilogue (l'adieu) (v. 79-83)

## Étude littéraire

### Strophe I, prélude
Lancée in medias res, par la voix de Mélibée, cette strophe de cinq vers dessine un petit tableau, fruit du regard personnel de Mélibée.
| Tityre, tu patulae recubans sub tegmine fagi silvestrem tenui Musam meditaris avena ; nos patriae finis et dulcia linquimus arva, nos patriam fugimus ; tu Tityre, lentus in umbra formosam resonare doces Amaryllida silvas. | Toi, Tityre, couché sous le vaste feuillage d'un hêtre, tu travailles un air champêtre sur tes légers pipeaux. Nous, nous quittons le pays de nos pères,les douces campagnes nous, nous fuyons notre patrie. Toi, Tityre, alangui à l'ombre, tu apprends aux bois à redire le nom de la belle Amaryllis. |

Dans les deux — célèbres — premiers vers est tracé le portrait traditionnel du pâtre poète et musicien, bénéficiaire d'une position idéale et pratiquant justement la poésie bucolique, désignée ici par une métonymie : sylvestrem Musam meditaris (tu travailles/médites la Muse des bois). La strophe a une structure circulaire (Tityre, tu… Tu, Tityre) qui suggère l'isolement productif de Tityre, dans un univers à l'abri des vicissitudes de l'histoire, uniquement occupé à travailler son inspiration musicale et poétique jusqu'à l'arrivée du second protagoniste. L'allitération entre son nom et le pronom « tu » le détache et l'individualise face au « nous » de Mélibée, ce qu'accentue le chiasme tu… nos… nos… tu.
Mélibée, en revanche, est emporté par les évènements et bousculé dans ses convictions profondes : sa double référence à la patria dont il est désormais exclu — à la fois terre des ancêtres et demeure des pères — fondement de l'identité nationale dans l'imaginaire romain, a une connotation douloureuse, qui, dès le début, démarque ce premier poème du recueil de l'atmosphère traditionnelle de l'idylle.
En un vers et demi, sont discrètement suggérées la souffrance de toute une communauté et la douleur de l'exil, soulignées par les allitérations en « i », l'anaphore du « nous » et la sonorité finale des deux verbes : linquimus / fugimus (nous quittons, nous fuyons).
Est posée ici la question qui apparaît en filigrane dans toute l'œuvre de Virgile et trouvera une réponse théologique dans le livre IV des Géorgiques : pourquoi le juste est-il malheureux ?

### Strophes II à VIII, l'histoire de Tityre

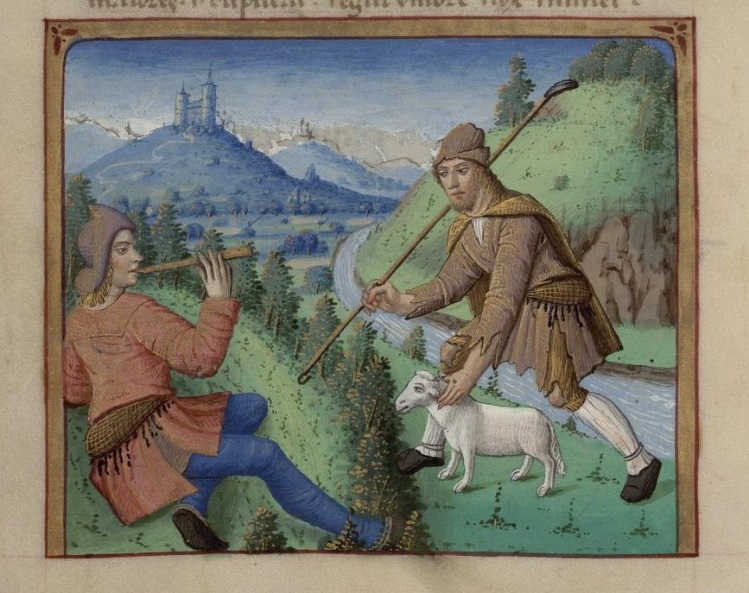
Tityre et Mélibée, école française, 1469 (Ms 498 f.3v, Bibliothèque Municipale de Dijon).

Tityre ne répond pas directement à Mélibée, mais  lui révèle, avec une certaine solennité, qu’il doit à une intervention « divine » la grâce de conserver, en prime de la liberté octroyée, son petit terrain et ses bêtes, et de pouvoir, à loisir, se livrer à la création (v. 6-10). En fait, esclave, Tityre ne devait rien posséder en propre. Si son maître a été exproprié, il est devenu en quelque sorte propriété de l'État, ce qui peut expliquer sa démarche pour se faire affranchir. Il a obtenu en outre l'assurance de bénéficier, sous le nouveau régime, des commodités dont il jouissait, par tolérance, sous son ancien maître.
La réponse de Mélibée n'est pas symétrique, car les deux personnages ne sont pas dans une position de joute, comme dans le chant amébée traditionnel. Dans un langage plus rustique, il lui oppose, en 8 vers, une vision pathétique, celle du monde plein de troubles et de malheurs qu'il traverse et expose son drame personnel : il est malade et il a dû « abandonner, dans l'épaisseur des coudriers, deux chevreaux, espoir du troupeau, mis bas sur la pierre nue » (v. 14-15), mais relance le dialogue : « deus qui sit da, Tityre, nobis » (« Ton dieu, dis-moi, Tityre, qui il est ? »).
La réponse de Tityre est progressive et s'étale sur trois strophes de sept, neuf et six vers, à peine interrompues par les deux relances de Mélibée (v. 26 et v. 36-39). Il commence par mentionner sous ses deux noms (Urbs et Roma) Rome dont il fait, avec une naïveté affichée, un éloge appuyé. La relance de Mélibée du vers 26 (« Quel si important motif avais-tu de voir Rome ? ») entraine une réponse plus personnelle de Tityre : il est allé à Rome chercher la liberté. Mais Virgile retarde encore la révélation du nom du dieu.
L'éloge de la liberté se présente comme une prosopopée ; le mot est à prendre dans toutes ses acceptions : au sens social, l'affranchissement de l'esclave ; au sens politique, un mot-clé des slogans du parti d'Octave ; au sens philosophique, la libération des passions.
L'évocation du voyage à Rome suscite chez Mélibée un lamento sur le thème de l'absence, évoquant la sympathie profonde entre la nature, les dieux et les êtres vivants. Tityre dévoile enfin qui est le dieu qui, à Rome, lui a donné ce loisir (otia) évoqué au vers 6. Il n'y a aucune allusion à une spoliation par un vétéran, seules sont exprimés, avec une certaine solennité, le désir de liberté et la réponse du dieu. Octave est dépeint sous les traits d'un jeune homme (il a 23 ans). Comme une divinité tutélaire, il rend à celui qui l'a sollicité un oracle dont le ton paternel évoque le titre de Pater patriae qui sera ultérieurement attribué à Auguste :
| 'Pascite ut ante boves, pueri, submittite tauros.' . | « Faites paître comme avant, vos génisses, enfants ! élevez vos taureaux ! » |

### Strophes IX à XI, le sort de Mélibée
Mélibée félicite Tityre de son heureux destin en 13 vers, mais déplore sa propre destinée en un nombre presque égal (15 vers).
L'apostrophe Fortunate senex ! (Heureux vieillard !) jaillit comme une action de grâce : Mélibée imagine avec lyrisme et émotion l'avenir de Tityre dans la campagne mantouane, certes marécageuse et peu amène (v. 46-50) mais où il savourera la paix « parmi les ruisseaux familiers et les sources sacrées », bercé par le bourdonnement des abeilles du voisin et le doux roucoulement des ramiers et des tourterelles (v. 51-58).
Tityre prolonge (v. 59-63) le discours épidictique de Mélibée en exprimant sa gratitude éternelle envers son bienfaiteur,. En réponse à cette profession de foi Mélibée décrit son propre sort, totalement opposé, en un crescendo de plus en plus chargé d'émotion. Il évoque les lieux improbables de l'exil (v. 64-66), puis, avec amertume, la demeure perdue (v. 67-69), s'indignant de l'injustice de sa situation, de la perte des valeurs traditionnelles : le soldat est qualifié d'impius,. Son couplet s'achève par cinq vers pleins d'émotion sur ce qu'il a perdu : « je ne verrai plus… je ne chanterai plus… » ; le qualificatif « amers » est « rejeté en fin de vers comme une ultime transposition de sa mélancolie ».
| Ite meae, felix quondam pecus, ite capellae. non ego vos posthac viridi projectus in antro dumosa pendere procul de rupe videbo; carmina nulla canam; non me pascente, capellae, florentem cytisum et salices carpetis amaras. | Allez, mes chèvres, troupeau jadis heureux, allez: plus désormais, de loin couché dans un antre verdoyant, je ne vous verrai pendre aux flancs des roches buissonneuses ; Je ne chanterai plus; non, mes chèvres, avec moi pour pâtre, vous ne brouterez plus le cytise en fleur et les saules amers. |

### Strophe XII, l'adieu
Le poème, commencé par Mélibée, s'achève par une strophe du même nombre de vers, dernière réponse de Tityre qui montre qu'il a été sensible aux visions douces-amères de Mélibée.
| Hic tamen hanc mecum poteras requiescere noctem fronde super viridi. Sunt nobis mitia poma. castaneæ molles et pressi copia lactis, et jam summa procul villarum culmina fumant majoresque cadunt altis de montibus umbrae. | Ici, cependant tu pourrais, cette nuit, reposer avec moi sur un vert feuillage. J'ai des fruits savoureux, des châtaignes moelleuses, un laitage abondant. Et déjà au loin les toits des hameaux fument tout en haut, et les ombres grandissantes tombent des hautes montagnes. |

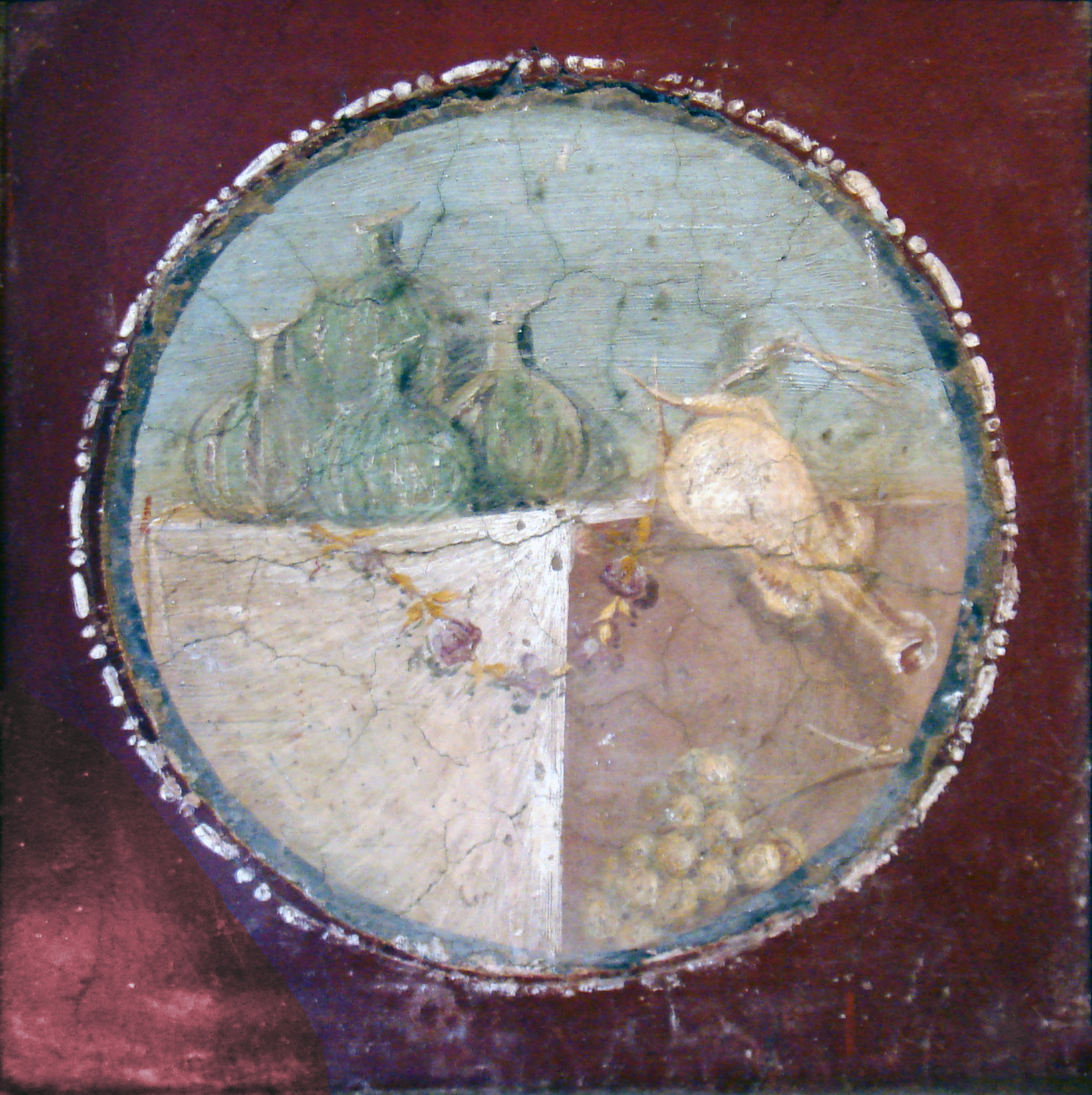
Peinture morte avec fruits, fresque du IVe style pompéien, au Musée archéologique national de Naples.

Ces cinq derniers vers sont aussi célèbres que les deux premiers. Leur perfection stylistique crée un tableau d'une grande poésie et d'une grande douceur : Xavier Darcos note que dans ce nocturne « Virgile magnifie l'hospitalité et la frugalité, la symbiose avec la nature, avant de suggérer la beauté du soir qui s'étend sur la terre ». L'invitation au repos dénoue la tension sensible dans tout le dialogue entre les deux bergers. Les produits offerts, fruits, châtaignes, fromage frais — bien mince compensation pour la perte subie par Mélibée — ont l'aspect pictural d'une nature morte rustique.
L'élargissement final présente un paysage d'un genre nouveau en poésie. Tableau éminemment visuel, il est riche d'harmonies phoniques, les allitérations en [u] et les consonnes liquides (procul, villarum, culmina) créant une grande douceur. Ces deux vers ont un aspect exceptionnel : le schéma métrique des deux hexamètres est parfaitement symétrique :
– – | –  u u | – //– | – – | – u u | – – |
Le rythme métrique et la syntaxe sont en complète adéquation. La césure est au même endroit dans les deux vers. Dans le vers 82 elle met en relief en les isolant les deux termes qui donnent les coordonnées spatiales du paysage, verticale (summa, haut) et horizontale (procul, au loin). Dans le dernier vers l'avancée du crépuscule est soulignée par l'extrême éloignement (hyperbate) de majores et umbrae.

## Postérité de l'œuvre

### En images
La Première Bucolique, et le personnage de Tityre en particulier, ont inspiré les enlumineurs, pour la plupart anonymes, des manuscrits du recueil, et ce dès l'antiquité. Elle est parfois, même dans les manuscrits abondamment décorés, la seule bucolique illustrée — sa première page, richement ornée, tenant alors lieu de frontispice — alors que les Géorgiques et l'Énéide bénéficient d'illustrations en tête des divers chants.
Malgré le soin qu'a pris Virgile d'en faire un homme âgé, la tradition s'est très tôt établie que Tityre représente le poète lui-même, qui avait à l'époque une trentaine d'années, aussi est-il souvent représenté, comme dans l'édition anglaise de 1709, sous les traits d'un homme jeune, bien plus jeune que Ménalque. D'ailleurs, dans le manuscrit de Pétrarque conservé à la Bibliothèque Ambrosienne (ms. A 49 inf, 1340), le frontispice allégorique, œuvre de Simone Martini, présente Virgile lui-même, sous un arbre, dans la position de Tityre.
Le tableau de Paul Sérusier intitulé L'Adieu à Gauguin ou Tityre et Mélibée, peint en 1906, fait référence aux deux bergers de la première églogue de Virgile. Sérusier peut avoir vu les deux artistes comme des vagabonds errant dans la campagne.

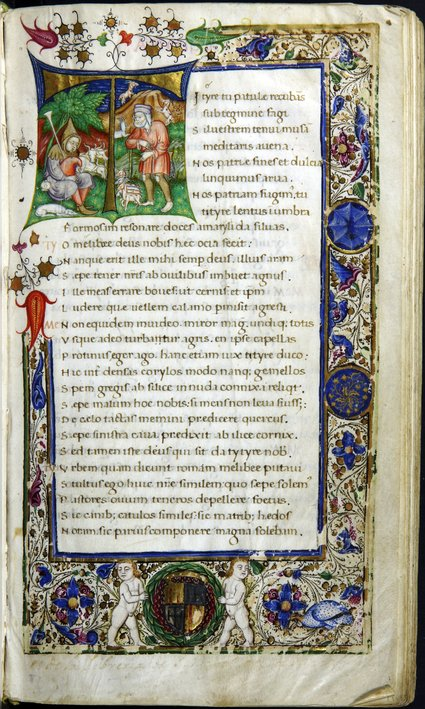
Frontispice enluminé avec lettre T dorée et historiée (1450), Université de València, Ms 0768
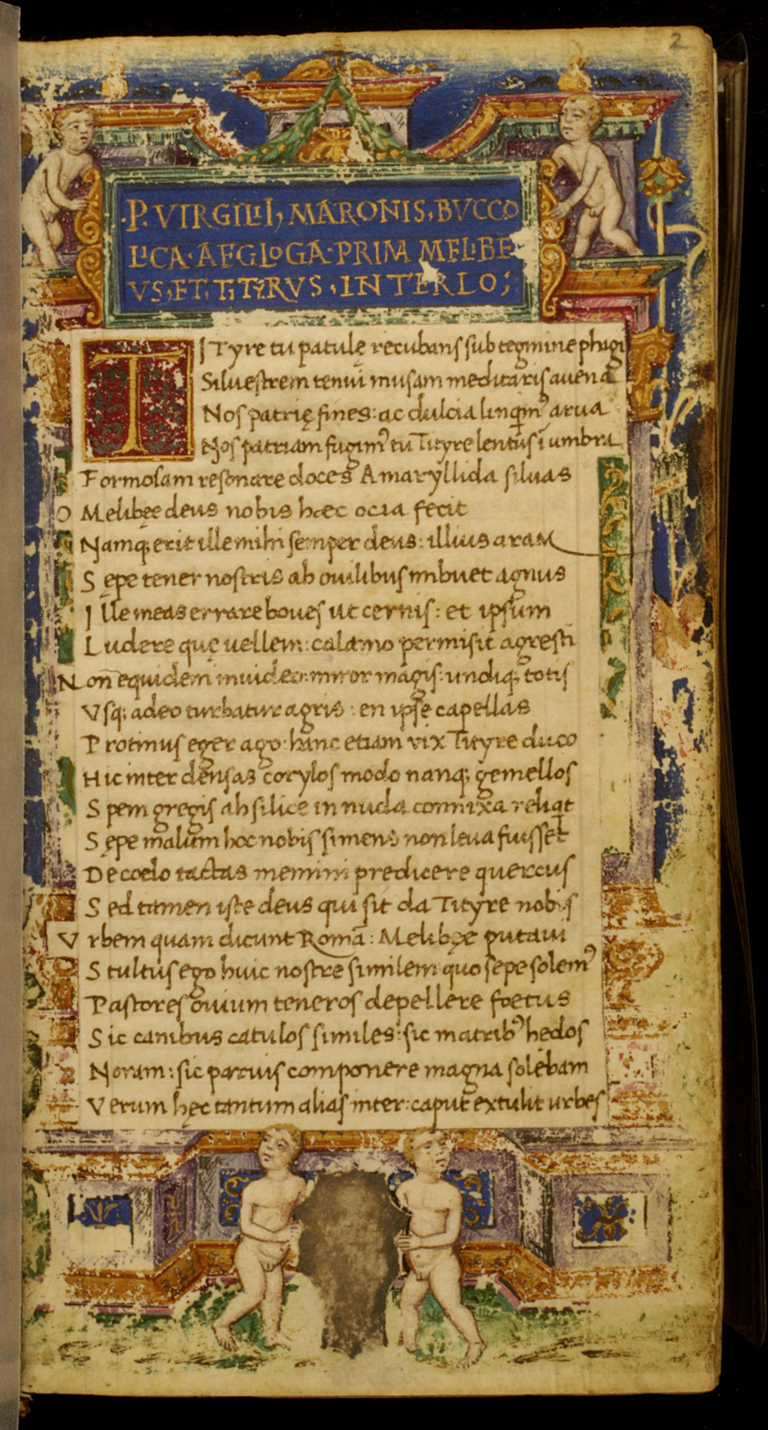
Page enluminée de Cristoforo Majorana (vers 1472). Walters Art Museum, W 400
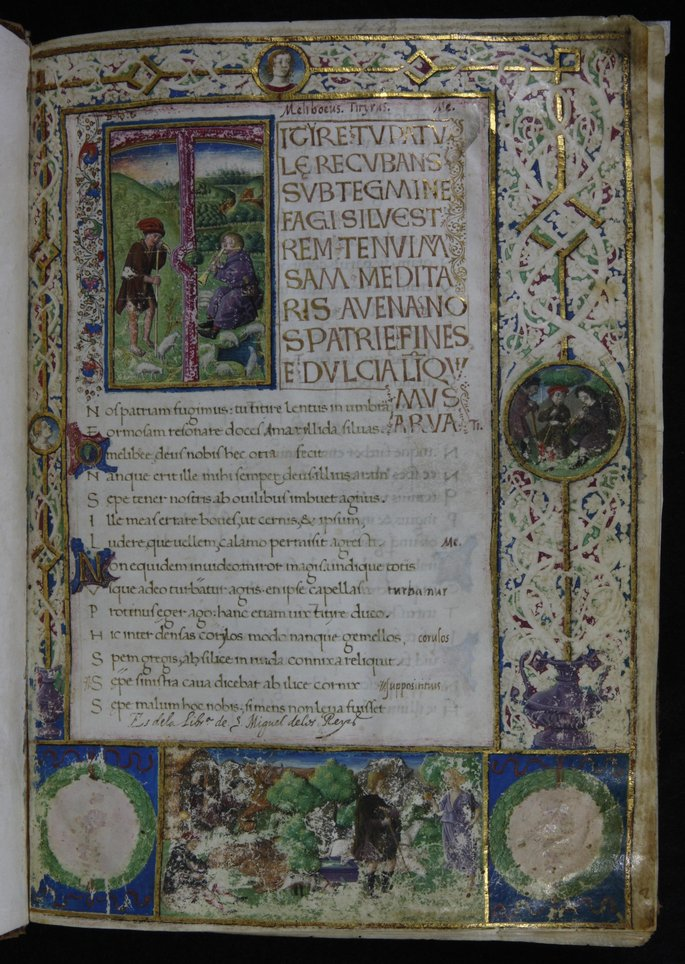
Frontispice enluminé avec lettrine T de la fin du XVe siècle, Université de València, Ms 837
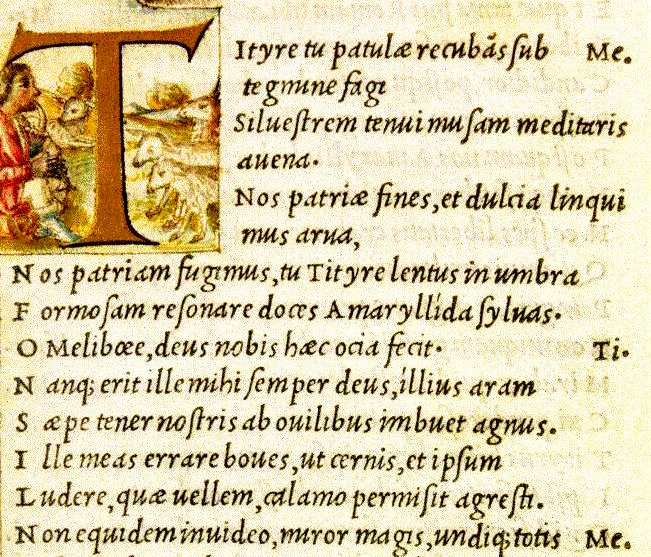
Édition de 1501 d'Alde Manuce (Venise) en caractères italiques, avec enluminure rajoutée de la lettrine T
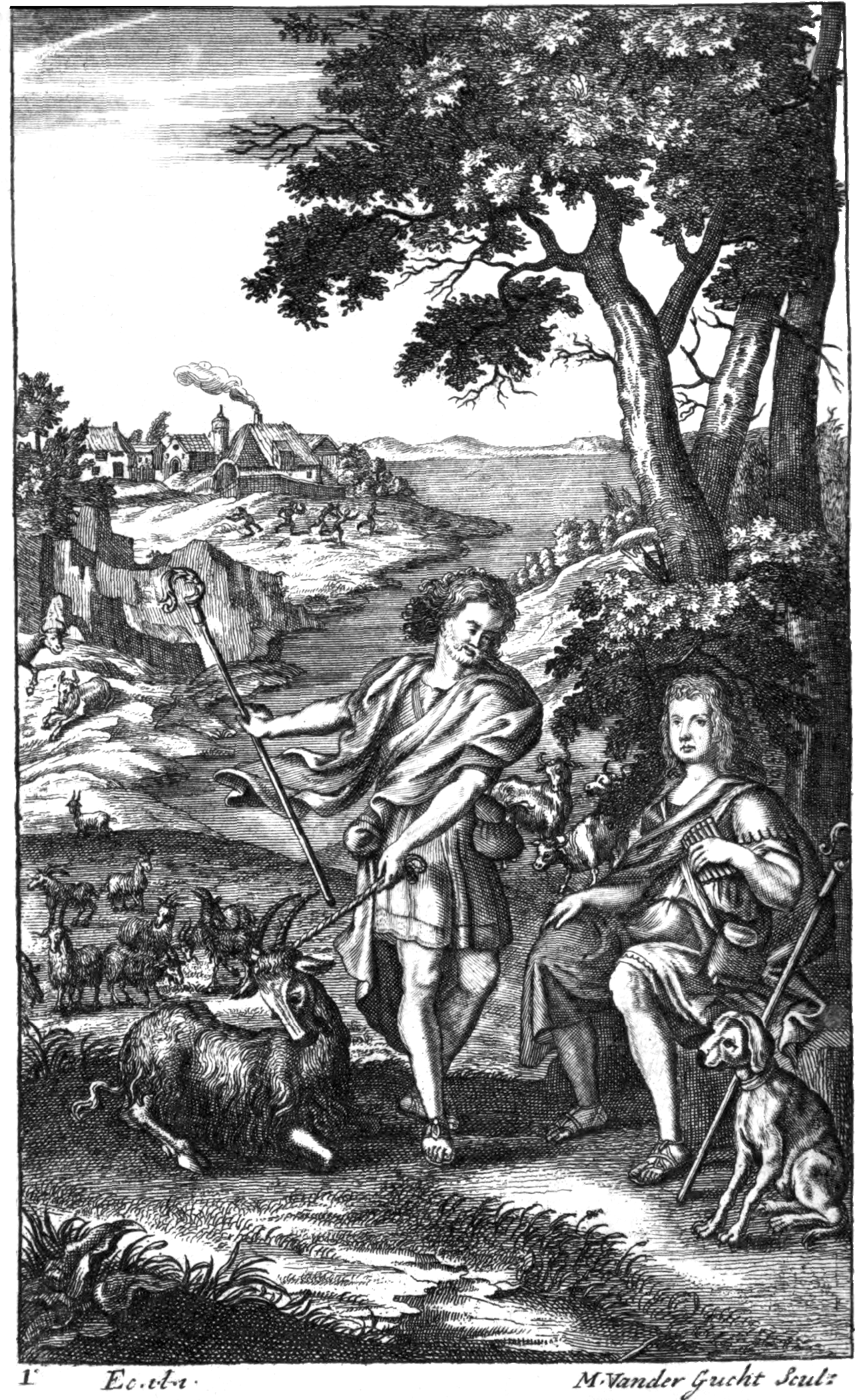
Gravure pleine page pour l'édition, en 1709, de la traduction des Œuvres de Virgile en anglais (1697) par John Dryden

### En musique

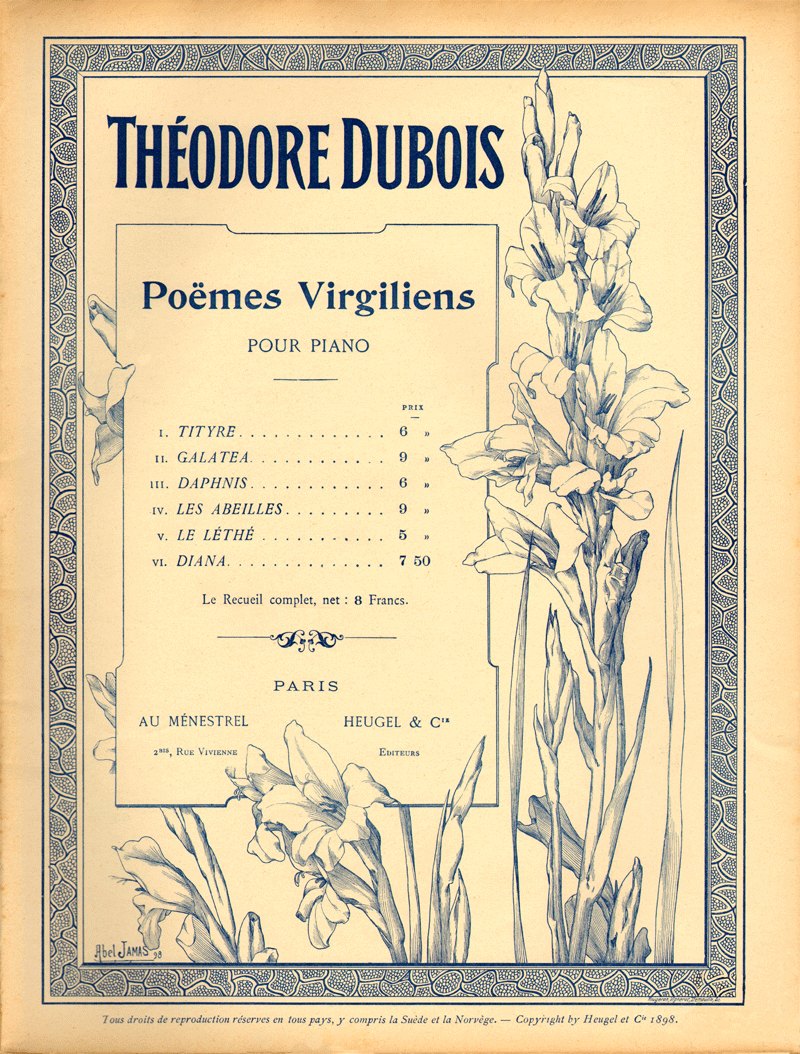
Couverture de la partition originale des Poèmes Virgiliens de Théodore Dubois (1898).

Les musiciens se sont aussi intéressés à Tityre, notamment à partir de la fin du XIXe siècle :
- Théodore Dubois a écrit en 1898 six Poèmes Virgiliens pour piano. Le premier, dédié à Madeleine Jaeger et titré « Tityre », est précédé de l’épigraphe « Ô Tityre, étendu sous le feuillage d’un hêtre aux larges branches, tu essaies des airs rustiques sur ton frêle chalumeau ». La mélodie de Tityre (à la main droite du piano, figurant la flûte) est composée de broderies capricieuses (mélismes), accompagnées tantôt par un contre-chant sinueux, tantôt par un motif sautillant ou des accords arpégés évoquant la lyre[52].
- Le 21 décembre de la même année est créée à Paris Églogue d'Henri Rabaud, un « poème virgilien » écrit probablement pendant ses études ou durant sa première année romaine (1894-95), qui porte en exergue les deux premiers et le dernier vers de la Première Bucolique. Les trois parties de ce poème symphonique se concluent par une coda d'une douceur toute crépusculaire[53].
- Roger-Ducasse en reprendra, lui, les deux derniers vers dans sa fresque musicale Sur quelques vers de Virgile, pour chœur de femmes et orchestre, créé au Trocadéro le 29 mai 1910[54],[N 13].
- La deuxième pièce de Joueurs de Flûte — œuvre pour flûte et piano composée en 1924 par  Albert Roussel — elle aussi titrée « Tityre », est dédiée au flûtiste Gaston Blanquart. Joueurs de flûte a été créé à Paris par Louis Fleury aux Concerts de la Revue musicale puis rejoué le 7 février 1925 à la salle Érard dans le cadre d'un concert de la Société nationale de musique[55]. Dans le compte-rendu qu'il en fait dans son journal Comoedia, Raymond Charpentier[56] précise que, « dans la deuxième [pièce], [la flûte] dialogue capricieusement avec le piano »[57].
- Dans Onze Monodies pour instruments à vent (op. 216), une des dernières œuvres que Charles Koechlin a composées (1947-1948), où la plupart des morceaux ont un titre évoquant le monde pastoral ou la nature, le no 10, pour hautbois d'amour seul, est intitulé Le repos de Tityre[58]. Le thème d'ouverture évoque un cadre paisible et pastoral avec Tityre jouant de sa flûte. La mélodie simple au début donne ensuite une impression d'improvisation avec une longue descente fluide en mode mixolydien[59].

### Traductions
Les traductions en français sont innombrables, depuis Clément Marot (en 1512) et R. et. A. d'Agneaux (en 1583), jusqu'au XXIe siècle. Et les plus illustres auteurs, entre autres Victor Hugo et Paul Valéry s’y sont essayés. Mais Hugo, qui avait traduit la Première Bucolique dès 1815, lorsqu'il était élève à la pension Cordier, avoue finalement y renoncer, car, pour lui, c’est le principe même de la traduction qui est impossible :

« Je déclare qu'une traduction en vers de n’importe qui par n'importe qui me semble chose absurde, impossible et chimérique. Et j’en sais quelque chose, moi qui ai rimé en français (ce que j’ai caché soigneusement jusqu'à ce jour) quatre ou cinq mille vers d’Horace, de Lucain et de Virgile; moi qui sais tout ce qui se perd d’un hexamètre qu’on transvase dans un alexandrin. »

En revanche, Valéry, sollicité par le Dr Roudinesco pour écrire une traduction en vers des Bucoliques, accepte, après avoir longtemps hésité,. Dans Variations sur les Bucoliques « il analyse avec profondeur les problèmes d’un créateur confronté à la difficulté de transcrire le discours d’un autre créateur dans sa langue à lui [et] analyse avec beaucoup de lucidité à la fois ce qui fait la genèse d’une écriture, et ce qui scelle en même temps l’impossibilité d’une traduction non mutilante ou réductrice pour l’original ». Mais ces auteurs qui lisent Virgile dans le texte, ont envie de diffuser son œuvre, qui par définition s'adresse à toute l'humanité, pour qu’elle ne reste pas, de plus en plus, limitée à quelques happy few latinistes. Valéry fait une traduction en alexandrins non rimés, traduction que certains, comme Jacques Perret, considèrent particulièrement réussie, mais dont lui-même n’était pas très satisfait. En 1958 Marcel Pagnol propose une traduction rimée,. Les traductions les plus « savantes », cependant, comme celle d'Eugène de Saint-Denis, en 1942, ou celle d'Anne Videau, en 2019, aux Belles Lettres sont en prose.